# Siemens S75

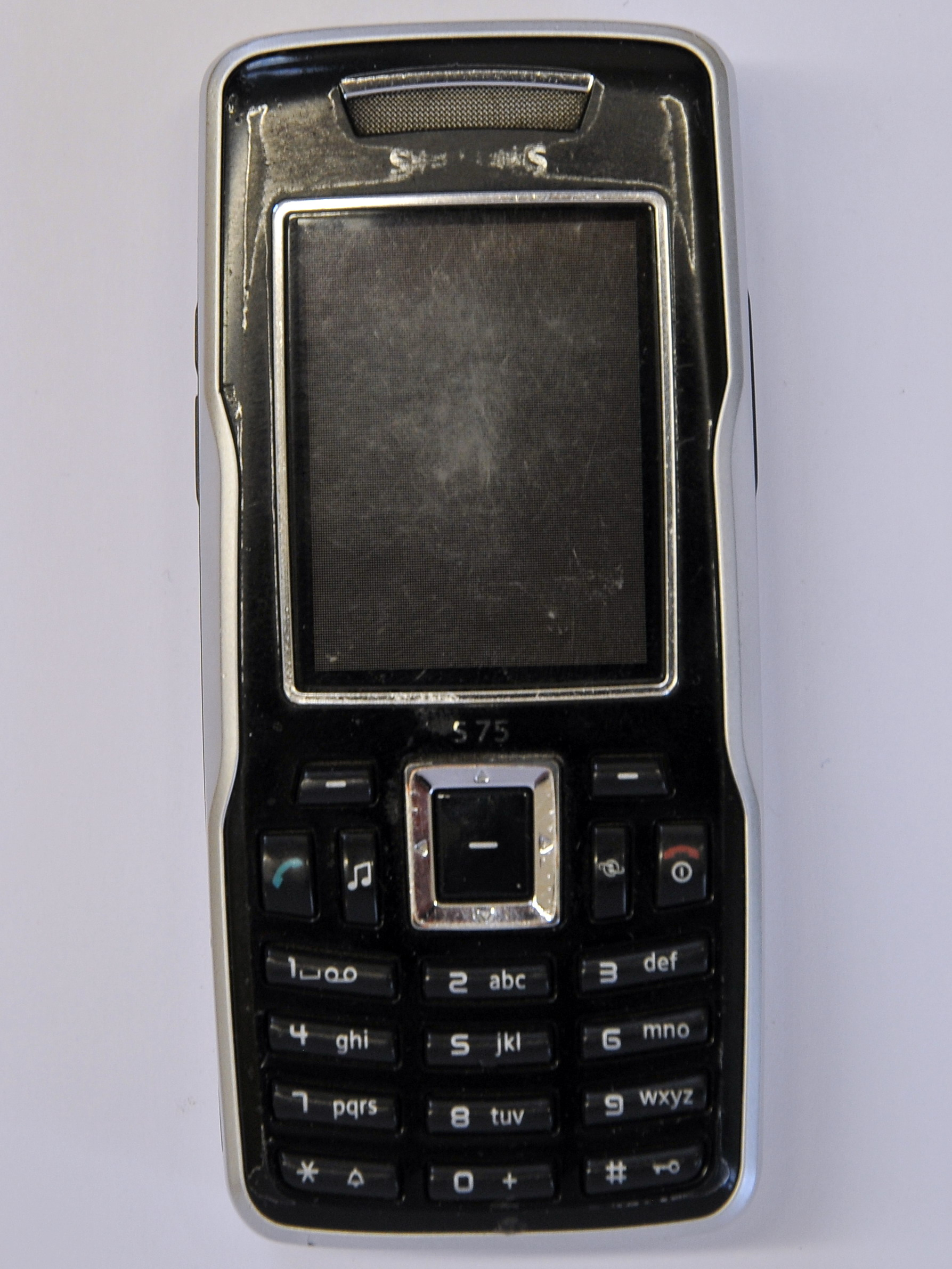
S75 (stark gebrauchter Zustand)

Das Siemens S75 bzw. BenQ-Siemens S75 ist ein GSM-Mobiltelefon des ehemaligen Handyherstellers Siemens Mobile und dessen Nachfolger BenQ Mobile, das ab Mitte Dezember 2005 auf dem Markt erhältlich war. Das S75 kostete bei der Markteinführung 254 Euro und galt damit als eines der Oberklasse-Handys des deutschen Unternehmens Siemens AG hinter dem SXG75. Es war das offizielle Nachfolgemodell des S65. Siemens stellte seine Mobiltelefonsparte Ende 2005 ein und verkaufte die Namensrechte an den taiwanischen Elektronikkonzern BenQ, dessen Handy-Tochter BenQ Mobile Anfang 2007 liquidiert wurde.
Die integrierte Kamera schießt Fotos mit maximal 1280 × 960 Pixel, wobei der integrierte Blitz für gute Bilder auch bei schlechten Lichtverhältnissen sorgt. Außerdem kann der eingebaute Blitz auch als sehr helle Taschenlampe benutzt werden. Als weiteres Merkmal können Videos mit bis zu 176×144 Pixel aufgenommen werden. Dabei kann so lange aufgenommen werden, bis der interne Speicher von 20 MB voll ist. Bei der Wiedergabe der Videos, die von einem ATI-Grafikchip gesteuert wird, kann der Benutzer in einen Vollbildmodus wechseln und so zum Beispiel Filme in voller Auflösung anschauen.
Das Adressbuch kann über Tabs angesteuert werden (auch bei der SIM-Karte möglich). Die Verknüpfungen für die zwei Soft-Key-Tasten, die Navigationstasten und die Nummertasten können individuell festgelegt werden. Unter „My Stuff“ können die Inhalte des Telefonspeichers und der Speicherkarte ebenfalls bequem über Tabs angesteuert werden. Dasselbe gilt für das Kamera-/Video-Programm.
Das S75 unterstützt RS-MMC-Speicherkarten. Der Slot ist über dem Anschluss für das Datenkabel angebracht. Er ist nicht mehr mit einem Klappverschluss geschützt, sondern kann komplett herausgezogen werden.
Zum Datenaustausch verfügt das S75 neben Anschlussmöglichkeiten für serielle bzw. USB-Kabel über Infrarot- sowie Bluetooth-Schnittstellen, auch ein Versand per MMS oder E-Mail ist möglich.
Außerdem hat das Handy von Haus aus einen MP3-Player an Bord. Er spielt MP3, AAC, AAC+, AAC++, MIDI und WAV-Dateien ab. Er zeichnet sich durch gute Wiedergabequalität aus. Songs werden automatisch nach Interpret, Album und Genre sortiert. Zusätzlich können Musik-Playlists individuell zusammengestellt werden. Außerdem unterstützt der Player verschiedene Skins und man kann durch Musikdateien, Playlisten und Videos navigieren, indem man die Navigationstasten nach links und rechts drückt. Somit muss das Menü nicht mehr verlassen werden, wie es bei den Vorgängern noch nötig war.
Ferner verfügt das Mobiltelefon über einen Music Key, der es ermöglicht, schnell in die MP3-Funktionen einzusteigen, sie zu verlassen oder zu anderen Anwendungen zu wechseln, während die MP3-Songs weiterhin abgespielt werden.

## Technische Daten
| Kenngröße         | Daten                                                                                  |
| ----------------- | -------------------------------------------------------------------------------------- |
| Funknetz          | GSM Triband 900/1800/1900 MHz                                                          |
| Maße              | 103 × 47 × 18,5 mm                                                                     |
| Gewicht           | 99 g                                                                                   |
| Display-Auflösung | 132 × 176 Pixel                                                                        |
| Display-Farbtiefe | 262.144 Farben (18bit)                                                                 |
| Akkulaufzeit      | 300 h                                                                                  |
| Betriebssystem    | Siemens-spezifisch/75er-Serie OS                                                       |
| GPRS              | Class 10 (2 Tx / 4 Rx)                                                                 |
| Schnittstellen    | Bluetooth, IrDA, USB, seriell                                                          |
| Besonderheiten    | 1,3 Megapixel-Kamera, Video/mp3-Player/Recorder, RS-MMC-Slot (bis 1 GB), Sync-Software |